# Carl Gregory
Pour les articles homonymes, voir Gregory.
Carl Gregory (ou Carl Louis Gregory) est un réalisateur, directeur de la photographie et scénariste américain, né le 9 septembre 1882 à Walnut, dans le Kansas, et décédé le 11 mars 1951 à Van Nuys (Californie). Il fut un des principaux réalisateurs de la Thanhouser Company.

## Filmographie partielle

### Comme réalisateur
- 1913 : Looking for Trouble
- 1913 : An American in the Making
- 1913 : Louie, the Life Saver
- 1913 : A Deep Sea Liar
- 1913 : Beauty in the Seashell
- 1913 : The Mystery of the Haunted Hotel
- 1913 : Lobster Salad and Milk
- 1913 : Algy's Awful Auto
- 1914 : The Decoy
- 1914 : Thirty Leagues Under the Sea
- 1920 : Love's Flame